# Рамазан (месец)
 Тази статия е за месеца.  За месечното говеене в исляма вижте Рамазан.  
Вижте пояснителната страница за други значения на Рамазан.
Вижте пояснителната страница за други значения на Рамадан.
Рамазан (на турски: Ramazan) или Рамадан (на арабски: رمضان) е деветият месец по ислямския календар, в който според исляма е низпослан Коранът.
Според Петте стълба в исляма по време на свещения месец Рамазан правоверните мюсюлмани спазват едноименното говеене, но само през деня. То представлява разширен по обхват пост – въздържане не само от храна, но и от напитки, пушене и полов акт. Разрешено е на мюсюлманите да ядат, след като „белият конец едва се отличава от черния“, като спазват умереност в храненето.
Според исляма Коранът е низпослан през този месец, като по този начин се подготвя за постепенното откровение на Джибрил (Габриел) до ислямския пророк Мохамед. Затова Мохамед казва на своите последователи, че портите на Небето (Рая) ще бъдат отворени през целия месец, а портите на Ада (Джаханам) ще бъдат затворени.
Първият ден на следващия месец Шауал се прекарва в празненства и се празнува Рамазан байрам (наричан още Шекер байрам). Тези празненства траят от 2 до 4 неработни дни в мюсюлманските страни.